# Arquebisbat antic de Canterbury

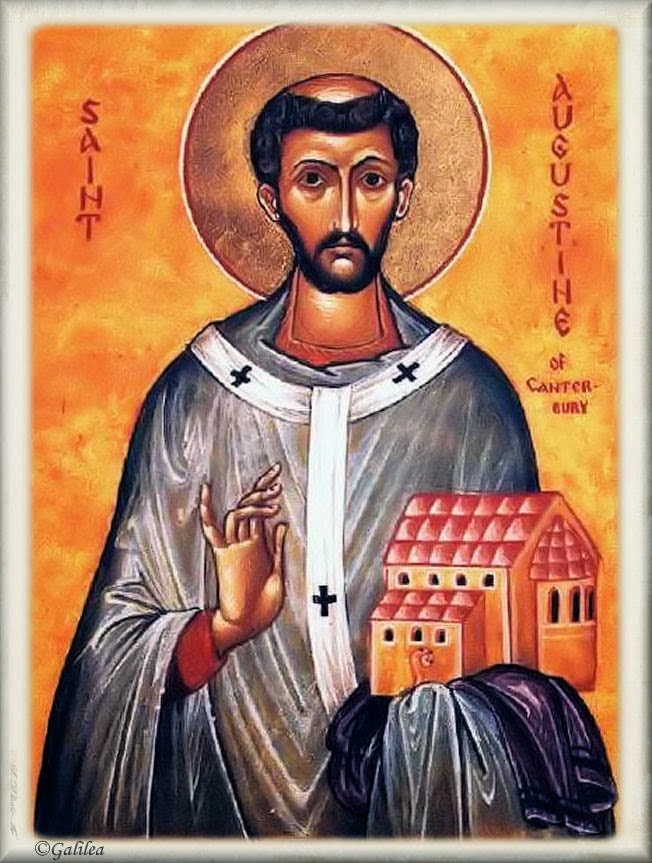
Sant Agustí de Canterbury

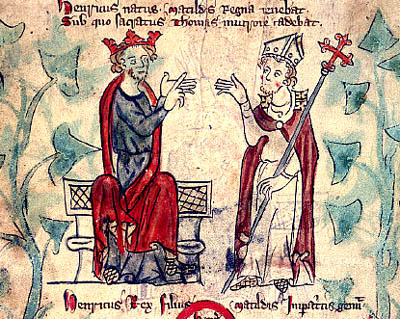
Sant Tomàs Becket i Enric II

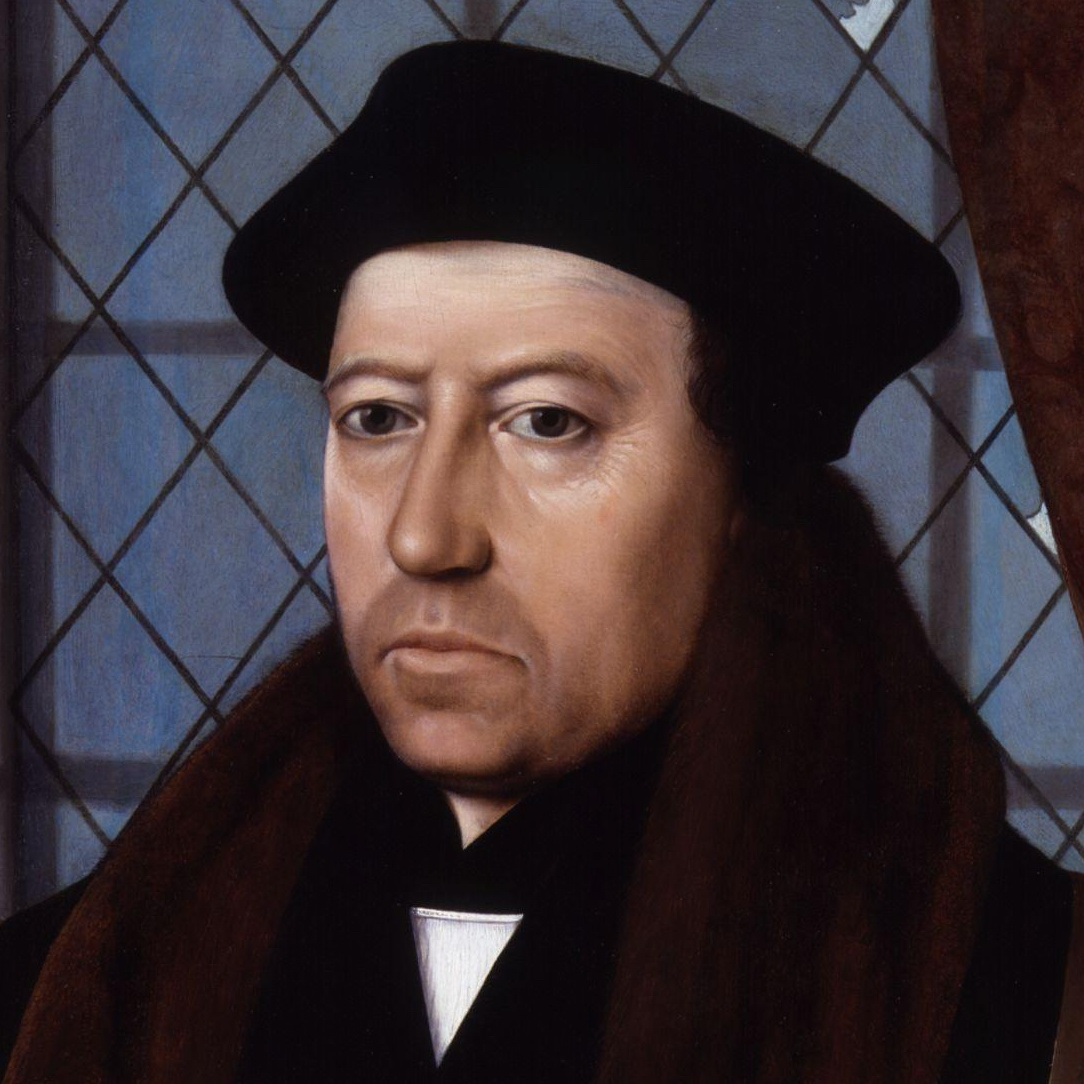
Thomas Cranmer

L'arquebisbat de Canterbury  (anglès: Archdiocese of Canterbury; llatí: Archidioecesis Cantuariensis) és una seu suprimida de l'Església catòlica a Anglaterra.

## Territori
L'arxidiòcesi comprenia Kent.
La seu arxiepiscopal era la ciutat de Canterbury, on es trobava la catedral de Nostre Senyor Jesucrist

## Història
L'arribada dels angles, dels saxons i dels juts després de mitjans del segle v va posar fi a les estructures cristianes existents a la Britànnia romana. Va ser el papa Gregori Magne a finals del segle vi qui es va encarregar d'evangelitzar els nous pobles pagans enviant un grup de missioners del monestir que havia fundat a Sant'Andrea al Mont Celio, dirigit pel benedictí Agustí. Sortint de Roma a la primavera del 596, els missioners van desembarcar a les costes de l'illa de Thanet durant la primavera de l'any següent.
Thanet pertanyia al regne de Kent i, segons informació recollida pel papa Gregori, la cort de Canterbury tenia bones oportunitats per a una acció missionera efectiva. De fet, el rei Etelbert s'havia casat amb la cristiana Berta, filla del rei franc Caribert I de París; amb Berta havia arribat a la cort de Kent el bisbe Liutard qui, per respondre a les necessitats espirituals de la reina, havia adaptat com a església algunes restes del Canterbury romà (l'església de Sant Martí de Tours). Les expectatives papa Gregori no es van sentir decebudes i en la Pasqua del 601 el rei Etelbert va ser batejat: va ser el primer rei anglosaxó per convertir-se al cristianisme.
Agustí, que en el seu viatge a Anglaterra havia estat consagrat bisbe a la Gàl·lia, va establir el bisbat de Canterbury (602); amb l'ajuda del rei va iniciar la construcció de la catedral dedicada al Crist Salvador, i va fundar prop de l'església de San Martí un monestir l'església del qual, dedicat a sant Pere, havia d'acollir les tombes dels bisbes i de la cort reial de Canterbury.
Segons el Papa Gregori, l'antiga Britànnia romana s'havia de dividir en dos seus metropolitanes, Londres i York, que eren les antigues capitals de les dues províncies romanes. Per aquesta raó, el 601 el bisbe Augustí va rebre el pal·li amb la tasca de situar la seva seu a Londres (l'antiga Londinum). Però a Roma ningú coneixia exactament la situació política de la regió: Londres pertanyia de fet a un altre regne, el d'Essex, el rei del qual era encara pagà. El projecte inicial era, per tant, poc realitzable: la seu de Canterbury es trobava assumint així un protagonisme entre les naixents diòcesis anglosaxones, i aquesta preeminència fou sancionada el 624 pel papa Bonifaci V amb l'enviament del pal·li al bisbe Just de Canterbury.
A la mort d'Agustí (604 o 605)) hi va haver alguns episodis, fins i tot sagnants, del retorn al paganisme, però al regne de Kent el cristianisme ja havia posat bases sòlides, sobretot gràcies als primers successors d'Agustí, tots ells venerats avui com a sants tant per catòlics com per anglicans. Entre aquests hi ha la figura de Teodor, un grec de Tars, a qui el papa Vitalià va triar en lloc del candidat proposat pel rei de Kent, que havia mort tan bon punt va arribar a Roma per a ser consagrat. Durant el seu llarg episcopat (669-690), Teodor va ser el primer bisbe de Canterbury a ser reconegut per tota l'església anglesa. Va treballar per donar forma a les diòcesis anglosaxones, que van arribar al número de 13 a la seva mort i va fundar la important escola de Canterbury, on es van formar les personalitats més importants del món cultural anglès de l'època, entre les quals es trobaven les figures d'Aldhelm de Malmesbury, Beda el Venerable i Alcuí. «Sota el lideratge de Teodor, Anglaterra es va convertir en una unitat eclesiàstica molt abans que formés una unitat política. L'església anglesa es va reunir en sínodes provincials, que també eren nacionals alhora».
No va ser fins al 735 que es va realitzar el projecte del papa Gregori Magne, amb l'establiment de la segona província eclesiàstica anglosaxona, la de York, que va restar a Canterbury les seus de Northumbria, Lindisfarne, Hexham i Whithorn.
Cap al final del segle viii, els poderosos reis de Mèrcia van treballar per eliminar la supremacia de la jove església anglesa de Canterbury. El 788 el rei Offa va erigir la diòcesi de Lichfield com a província eclesiàstica, però aquest projecte va tenir una breu existència (fins al 802). Un dels seus successors, Coenwulf, va intentar traslladar la seu metropolitana del sud d'Anglaterra des de Canterbury a Londres, apel·lant a la idea inicial del papa Gregori. Aquest projecte també va fracassar: de fet, «la tradició de la seu que pertanyia a Agustí i a Teodor de Tars havia esdevingut ja fermament arrelada i poderosa».
A partir del 834-835 va començar la invasió dels vikings danesos, encara pagans, que van devastar el centre-nord d'Anglaterra arribant a establir un regne autònom (Danelaw). Gràcies a les gestions militars dels reis de Wessex-Sussex-Kent, Alfred el Gran i el seu fill Eduard, es va poder evitar l'aniquilació total dels regnes anglosaxons i amb ells de l'església cristiana. Amb el nebot d'Alfred, Athelstan (925-939), es va completar el treball de recuperació i unificació dels antics regnes anglosaxons.
El treball de reconstitució político-militar d'Anglaterra anava acompanyat d'un treball similar de reconstitució i reforma de la vida eclesiàstica i religiosa. En aquest projecte destaquen tres figures destacades, tres monjos benedictins, després canonitzats, situats al capdavant de les diòcesis angleses més importants: Oswald de York, Ethelwold de Winchester i Dunstan de Canterbury (959-988). El treball conjunt dels tres bisbes va comportar la reforma dels monestirs anglesos, segons el model del funcionament aleshores a Lorena i a les abadies de Cluny i Fleury, i la preeminència de l'element monàstic a les diòcesis. Dunstan es va oposar al matrimoni dels sacerdots, va esforçar-se per una millor formació de sacerdots, va enfortir l'element monàstic dins de l'episcopat anglès, va compondre un ordo per a la coronació de reis que va utilitzar-se molt de temps a les corts angleses. recolzat per una legislació apropiada emparat pel rei Edgard, que regulava detalladament la vida eclesiàstica i religiosa.
La seu de Canterbury va viure un moment de crisi en els turbulents anys del darrer rei anglosaxó, Eduard el Confessor (1042-1066), que, per reconciliar el partit normandista, va promoure el francès Robert a la seu primada anglès. Això va provocar la reacció dels oponents, que van deposar Robert i el van reemplaçar amb l'anglès Stigand de Winchester, que va rebre el pal·li aconseguir de l'antipapa Benet X.
Els successius esdeveniments polítics, que van portar a la conquesta normanda i a l'ascens al tron de Guillem el Conqueridor (1066), van afavorir la introducció de la reforma gregoriana al regne anglo-normand.
El segle xii es caracteritza pels esdeveniments relacionats amb el rei Enric II i l'arquebisbe Thomas Becket, els seus durs enfrontaments, el primer en defensa de l'absolutisme polític, el segon en defensa de l'autonomia i els privilegis de l'Església anglesa, que van determinar el l'assassinat de Becket a la catedral de Canterbury el 29 de desembre de 1170.
En els anys difícils i turbulents d'Enric VIII i l'avenç progressiu de l'anglicanisme, els arquebisbes de Canterbury es van mostrar a favor d'ambdues parts. Entre aquests, es distingí especialment Thomas Cranmer, arquebisbe escollit el 21 de febrer de 1533: un home erudit i lligat del rei a Alemanya, tenia simpatia per les idees luteranes; s'havia casat en secret a Alemanya amb la neboda del reformador de Nuremberg, Andrea Osiander; nomenat arquebisbe primat d'Anglaterra, va ser ell qui va pronunciar la declaració de nul·litat del matrimoni d'Enric amb Caterina d'Aragó. Quan Enric VIII va publicar els Sis articles (també anomenats The bloody bill, a l'agost de 1539), clarament catòlics, Thomas Cranmer va haver de renunciar definitivament a l'intent d'acostar l'església anglesa al luteranisme i, després de la seva mort de Cromwell, va enviar a la seva dona a Alemanya.
Després de la mort d'Enric VIII (1547) i la del seu successor Eduard VI (1553), Maria I, filla d'Enric i Caterina, va ascendir al tron. Amb ella es va produir un intent de restauració del catolicisme amb una estricta política persecutòria que va provocar la condemna a la foguera de més de 250 persones, inclòs l'arquebisbe Thomas Cranmer (1556). Per la seva duresa, la reina va comptar amb el suport del nou titular de Canterbury, el cardenal Reginald Pole. Tots dos van morir el novembre de 1558, amb uns dies de diferència.
Reginald Pole va ser l'últim arquebisbe de Canterbury en comunió amb la Santa Seu. La nova reina, Isabel I, va nomenar Matthew Parker per a la seu primada anglesa el 1559, amb qui va iniciar la sèrie, ininterrompuda fins avui, dels arquebisbes anglicans.
En el moment de la ruptura de la comunió amb Roma, la seu de Canterbury tenia 20 diòcesis sufragànies: Bangor, Bath i Wells, Bristol, Chicester, Coventry e Lichfield, Ely, Exeter, Gloucester, Hereford, Llandaff, Lincoln, Londra, Norwich, Peterborough, Rochester, St Asaph, St David's, Salisbury, Worcester i Winchester.

## Cronologia arxiepiscopal
- Sant Agustí, O.S.B. † (597 - 26 de maig de 604/605 mort)
- Sant Llorenç † (28 d'abril de 604 consagrat - 2 de febrer de 619 mort)
- Sant Melitó † (619 - 24 d'abril de 624 mort)
- Sant Just † (624 - 10 de novembre de 627/630 mort)
- Sant Honori † (627/631 - 30 de setembre de 653 mort)[10]
- Sant Deusdedit † (26 de març de 655 consagrat - 14 de juliol de 664 mort)[11]
  - Uighard (Wirrard) † (bisbe electe)
- Sant Teodor de Tars † (26 de març de 668 consagrat - 10 de setembre de 690 mort)[12]
- Sant Bertwald † (1 de juliol de 692 - 13 de gener de 731 mort)
- Sant Tatwin † (10 de juny de 731 consagrat - 30 de juliol de 734 mort)
- Sant Nothhelm † (735 consagrat - 17 d'octubre de 739 mort)
- Cuthbert † (741 - 29 d'octubre de 758 mort)
- Sant Bregwin † (29 de setembre de 759 consagrat - 25 d'agost de 762 o 765 mort)
- Sant Jaenbert † (2 de febrer de 763 o 766 - 12 d'agost de 792 mort)
- Ethelheard † (792 - 12 de maig de 803 o 805 mort)
- Wulfred † (3 d'agost de 805 - 24 de març de 832 mort)
- Feologild † (9 de juny de 832 consagrat - 30 d'agost de 832 mort)
  - Swithred † (bisbe electe)
- Ceolnoth † (24 d'agost de 833 - 4 de febrer de 870 mort)
- Ethelred † (870 - 30 de juny de 889 mort)
- Plegmund † (891 consagrat - 2 d'agost de 914 mort)
- Athelm † (914 – després del 8 de gener de 923 mort)
- Wulfhelm † (923 - 12 de febrer de 942 mort)
- Sant Oda † (942 - 2 de juny de 958 mort)
- Aelfsige † (958 - 959 mort)
  - Byrhthelm † (959 deposat)[13]
- Sant Dunstan † (959 - 19 de maig de 988 mort)
- Ethelgar † (988 - de febrer de 990 mort)
- Sigeric † (990 - 28 d'octubre de 994 mort)
- Sant Aelfric † (21 d'abril de 995 - 16 de novembre de 1005 mort)
- Sant Alphege † (1006 - 19 d'abril de 1012 mort)
- Lyfing † (1013 - 20 de juny de 1020 mort)
- Ethelnoth † (13 de novembre de 1020 consagrat - 29 d'octubre de 1038 mort)
- Eadsige † (1038 - 29 d'octubre de 1050 mort)
- Robert de Jumièges † (de març de 1051 - de juny de 1052 deposat)
- Stigand † (1052 - 11 d'abril de 1070 deposat)
- Lanfranc † (29 d'agost de 1070 consagrat - 28 de maig de 1089 mort)
  - Sede vacante (1089-1093)
- Sant Anselm † (5 de desembre de 1093 consagrat - 21 d'abril de 1109 mort)
- Ralph d'Escures † (7 o 17 de maig de 1114 - 19 de setembre de 1122 mort)
- William de Corbeil † (18 de febrer de 1123 consagrat - 26 de novembre de 1136 mort)
- Theobald de Bec † (8 de gener de 1139 consagrat - 18 d'abril de 1161 mort)
- Sant Thomas Becket † (27 de maig de 1162 consagrat - 29 de desembre de 1170 mort)
- Richard de Dover † (8 d'abril de 1174 consagrat - 16 de febrer de 1184 mort)
- Baldwin d'Exeter † (16 de desembre de 1184 - 19 de novembre de 1190 mort)[14]
- Hubert Walter † (30 de maig de 1193 - 13 de juliol de 1205 mort)
- Stephen Langton † (17 de juny de 1207 - 9 de juliol de 1228 mort)
- Richard le Grand † (19 de gener de 1229 - 3 d'agost de 1231 mort)
- Sant Edmondo de Canterbury † (8 de juny de 1233 - 1240 renuncià)
- Beat Bonifacio de Savoia † (17 de setembre de 1243 - 18 de juliol de 1270 mort)
- Robert Kilwardby, O.P. † (11 d'octubre de 1272[15] - 12 de març de 1278 renuncià)
- John Peckham, O.F.M. † (28 de gener de 1279 - 8 de desembre de 1292 mort)
- Robert Winchelsey † (13 de febrer de 1293 - 11 de maig de 1313 mort)
- Walter Reynolds † (1 d'octubre de 1313 - 16 de novembre de 1327 mort)
- Simon Mepeham † (8 de juny de 1328 - 12 d'octubre de 1333 mort)
- John de Stratford † (26 de novembre de 1333 - 23 d'agost de 1348 mort)
- John de Ufford † (24 de setembre de 1348 - 25 de maig de 1349 mort)
- Thomas Bradwardine † (19 de juny de 1349 - 26 d'agost de 1349 mort)
- Simon Islip † (7 d'octubre de 1349 - 26 d'abril de 1366 mort)
- Simon Langham, O.S.B. † (24 de juliol de 1366 - 22 de setembre de 1368 renuncià)
- William Whittlesey † (11 d'octubre de 1368 - 6 de juny de 1374 mort)
- Simon Sudbury † (4 de maig de 1375 - 14 de juny de 1381 mort)
- William Courtenay † (9 de setembre de 1381 - 31 de juliol de 1396 mort)
- Thomas Arundel † (24 de novembre de 1396 - 19 de febrer de 1414 mort)
- Henry Chicheley † (27 d'abril de 1414 - 12 d'abril de 1443 mort)
- John Stafford † (13 de maig de 1443 - 22 de maig de 1452 mort)
- John Kemp † (28 de juliol de 1452 - 22 de març de 1454 mort)
- Thomas Bourchier † (21 de juny de 1454 - 30 de març de 1486 mort)
- John Morton † (6 d'octubre de 1486 - 15 de setembre de 1500 mort)
- Henry Deane † (26 de maig de 1501 - 15 de febrer de 1503 mort)
- William Warham † (29 de novembre de 1503 - 23 d'agost de 1532 mort)
- Thomas Cranmer † (21 de febrer de 1533 - 4 de desembre de 1555 deposat)
  - Reginald Pole † (11 de desembre de 1555 - 19 de novembre de 1558 mort) (administrador apostòlic)